# Monastère de Cetinje
Le monastère de Cetinje (en serbe cyrillique : Цетињски манастир) est un monastère orthodoxe serbe situé au Monténégro. Il est le siège de la métropole du Monténégro et du littoral, une subdivision de l'Église orthodoxe serbe.

## Histoire
Le monastère actuel a été construit entre 1701 et 1704 par le prince-évêque Danilo Ier. Il remplace un précédent monastère consacré à la naissance de la Vierge Marie, fondé par Ivan le Noir le 4 janvier 1485 et détruit en 1692 par les troupes de la république de Venise lors de la guerre de Morée.

## Tombeaux et reliques
L'actuel monastère de Cetinje abrite plusieurs reliques, dont celles de saint Pierre de Cetinje et de Petar II Petrović-Njegoš, des écrits de saint Sava, la couronne de l'empereur Stefan Uroš IV Dušan ; de même, la main droite de saint Jean Baptiste ainsi que l'icône originale de la Vierge de Philerme (Panaghia tes Phileremou), initialement détenus par les Hospitaliers à Rhodes, Malte, en Russie, en Yougoslavie, puis aujourd'hui au Monténégro.

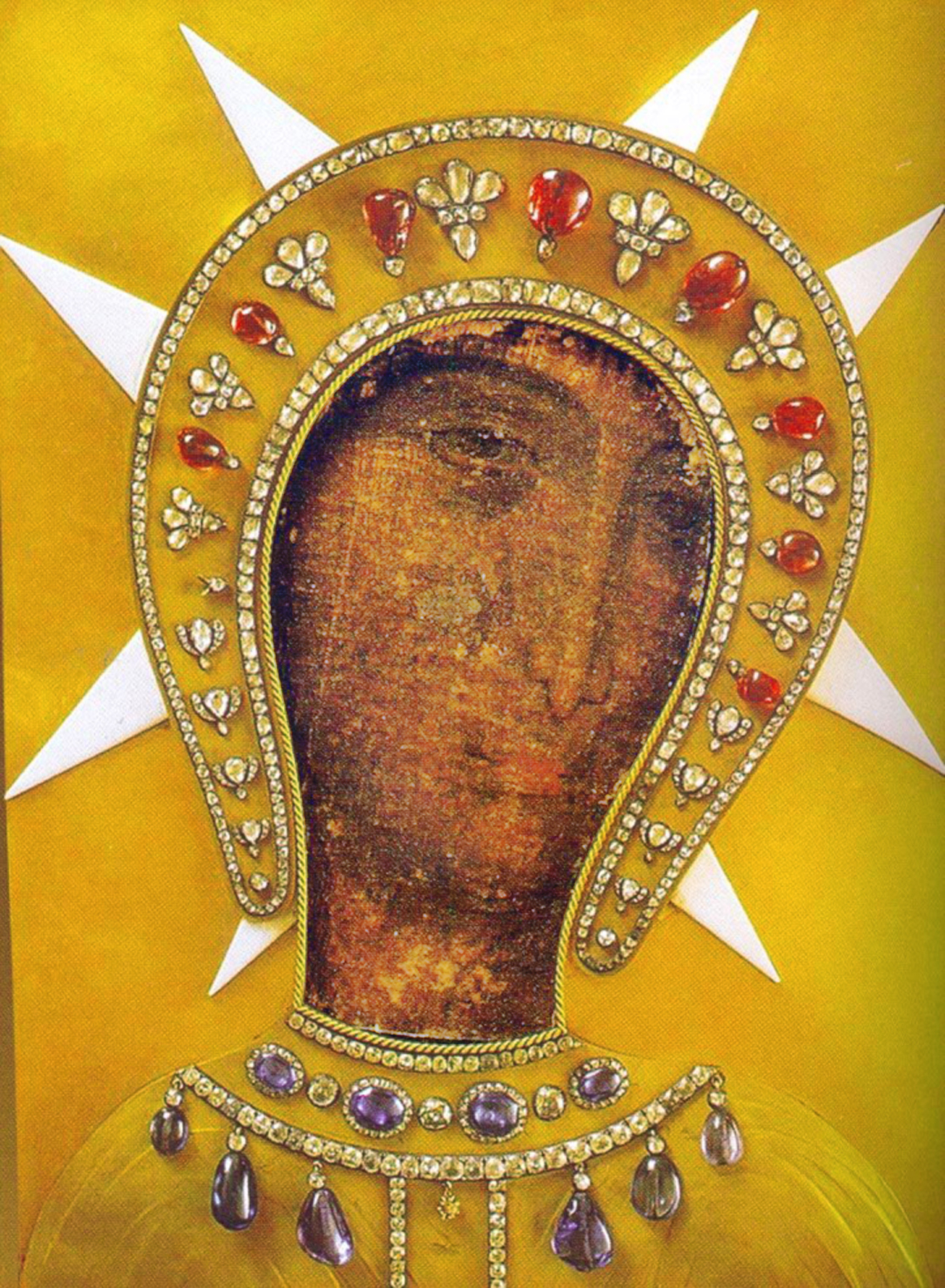
Icône originale de Notre Dame de Philerme.